# Adrián Ortolá
Adrián Ortolá Vañó (auch Adrià Ortolá; * 20. August 1993 in Xàbia) ist ein spanischer Fußballtorwart, der aktuell beim KMSK Deinze unter Vertrag steht.

## Karriere
2013 schloss sich Ortolá der B-Mannschaft des FC Barcelona an. Am 30. November 2013 debütierte er im Alter von 20 Jahren für FC Barcelona B. Bei diesem Spiel in der zweiten spanischen Profiliga gewann sein Team 2:1 gegen den FC Córdoba.
In der Sommervorbereitung 2018 rückte Ortolá als dritter Torhüter hinter Marc-André ter Stegen und Jasper Cillessen in den Kader der ersten Mannschaft auf. Ende Juli 2018 wurde er bis zum Ende der Saison 2018/19 an den Ligakonkurrenten Deportivo La Coruña ausgeliehen. Dort kam er hinter Dani Giménez lediglich zu einem Einsatz in der Copa del Rey.
Zur Saison 2019/20 kehrte Ortolá nicht mehr nach Barcelona zurück, sondern wechselte zum Zweitligisten CD Teneriffa. 2021 wechselte er zum FC Girona. 2022 ging er nach Belgien zum KMSK Deinze.